# Tord Magnuson (generalkonsul)
Tord Gösta Magnuson, född 7 april 1941 i Sankt Görans församling i Stockholm, är en svensk direktör och honorär generalkonsul för Mauritius.

## Biografi
Magnuson är son till civilingenjör Lennart Magnuson (1910–2004) och gymnastikdirektör Gerda Klemming (1913–2004) samt sonson till Gunnar Magnuson och sonsons son till sin namne Tord Magnuson.
Magnuson avlade reservofficersexamen 1963 och filosofie kandidatexamen vid Stockholms universitet 1967. Magnuson tjänstgjorde vid Stockholms Enskilda Bank, Sandvik Steel Inc. i New York, Kayel AB och var verkställande direktör för Skand Verglimit AB.

Han var därefter verkställande direktör och ägare av Devisa AB, representant för Air Mauritius i Sverige åren 1984-2016 och honorär generalkonsul för Mauritius sedan 1989. Magnuson är även "brand ambassador" för Champagne Pommery sedan 1984 och varit representant för Charles River Associates (CRA). Han är medlem i YPO Gold Sweden Chapter och YPO Gold Euro Chapter. Han har även suttit i styrelsen för Ross Institute Sweden och varit ordförande för Interpeace Sweden.

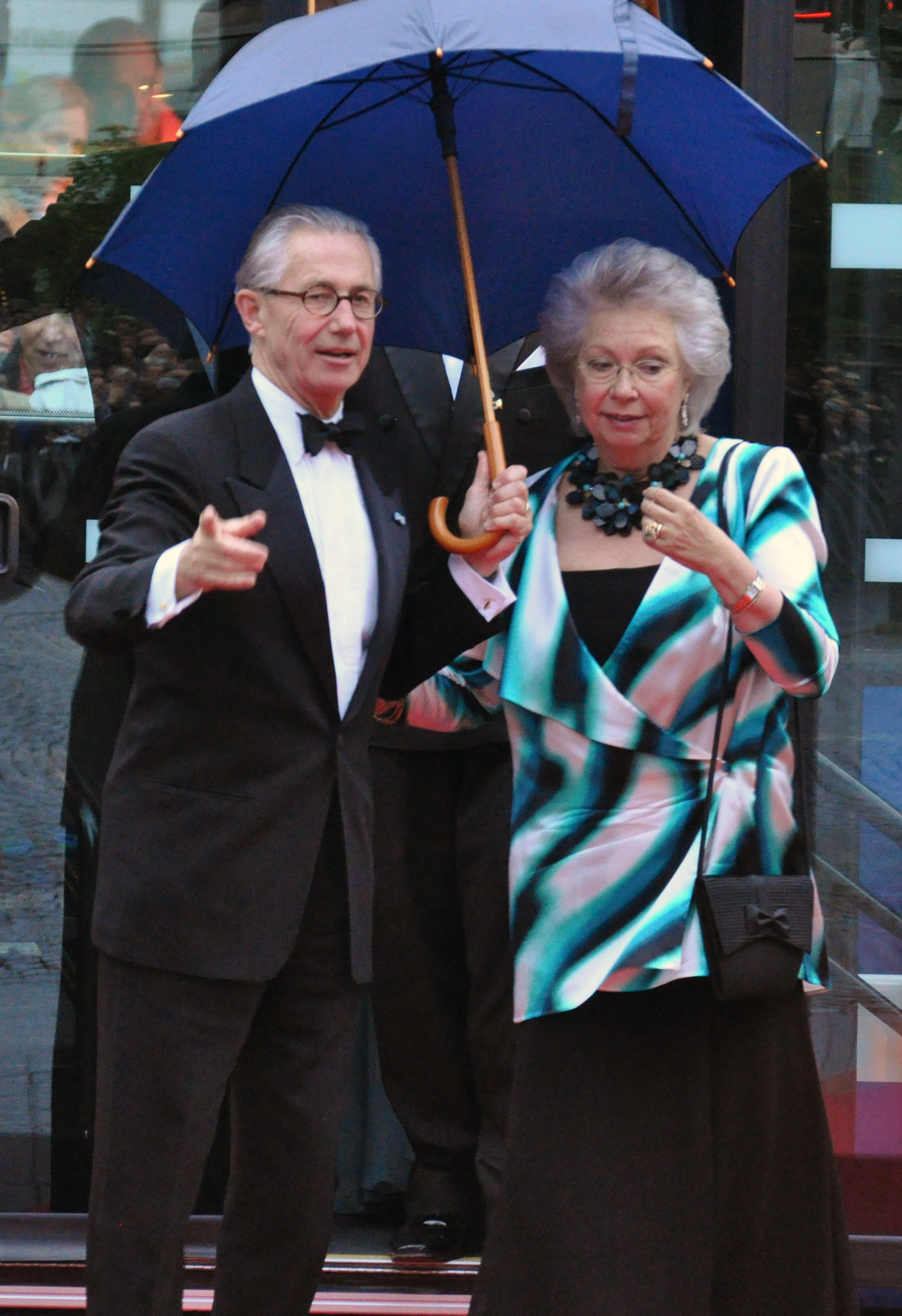
Tord Magnuson och prinsessan Christina 2010.

Magnuson gifte sig med prinsessan Christina (född 1943) den 15 juni 1974, då de vigdes i Slottskyrkan av ärkebiskop Olof Sundby.

## Barn och barnbarn
- Carl Gustaf Victor Magnuson (född 8 augusti 1975); gift mellan 31 augusti 2013 och 3 november 2020 med Vicky Elisabeth Andrén (född 25 januari 1983). Äktenskapet resulterade i en dotter:
  - Désirée Elfrida Christina Magnuson (född 11 juli 2014).
- Tord Oscar Fredrik Magnuson (född 20 juni 1977); gift sedan den 18 augusti 2011 med Emma Emelia Charlotta Ledent (född 18 april 1981). De har två söner:
  - Carl Albert Maurice Magnuson (född 10 februari 2013).
  - Henry Guy Tord Magnuson (född 16 oktober 2015).
- Victor Edmund Lennart Magnuson (född 10 september 1980); gift sedan den 27 maj 2017 med Frida Louise Bergström (född 18 februari 1980). De har två söner:
  - Edmund Bengt Lennart Magnuson (född 11 december 2012).
  - Sigvard Hans Gösta Magnuson (född 25 augusti 2015).

## Ordnar och utmärkelser
- Kommendör av Vasaorden[7]
- H.M. Konungens medalj i guld av 12:e storleken[7]
- Riddare av Franska Hederslegionen[5]